# Liste von Bergen in Grönland
Die Liste von Bergen in Grönland enthält Berge in Grönland. Es ist aufgrund mangelnder Untersuchungen schwierig auszumachen, welche Berge die höchsten sind, und die Quellen sind daher teils widersprüchlich. Die Listen sind den angegebenen Quellen entnommen, wovon andere beträchtlich abweichen können. Zahlreiche Gipfel in Grönland sind nicht benannt und deswegen möglicherweise nicht enthalten.
Der höchste Berg Grönlands ist Gunnbjørn Fjeld im Watkins-Gebirge. Der höchste Berg außerhalb dieses Gebirges ist der Mont Forel mit 3391 m, der allerdings mit 1581 m dennoch eine geringere Schartenhöhe aufweist als die zehn höchsten Berge nach Schartenhöhe.

## Nach Höhe
Die zehn höchsten Berge Grönlands befinden sich alle im Watkins-Gebirge und zeichnen sich deswegen durch eine sehr geringe Schartenhöhe von häufig unter 200 m aus.
| Rang | Berg                           | Höhe   | Schartenhöhe | Dominanz  | Koordinaten          | Beleg  |
| ---- | ------------------------------ | ------ | ------------ | --------- | -------------------- | ------ |
| 1    | Gunnbjørn Fjeld                | 3694 m | 3694 m       | 3255 km   | 68° 55′ N, 29° 54′ W | [ 4 ]  |
| 2    | Qaqqaq Kershaw/Dome            | 3683 m | 645 m        | 8,8 km    | 68° 50′ N, 29° 55′ W | [ 5 ]  |
| 3    | Qaqqaq Johnson/Cone            | 3669 m | 331 m        | 3,7 km    | 68° 52′ N, 29° 57′ W | [ 6 ]  |
| 4    | Qaqqaq Paul-Emile Victor/Mound | 3609 m | 1284 m       | 14,7 km   | 68° 49′ N, 29° 33′ W | [ 7 ]  |
| 5    | Ajunngilaq                     | 3549 m | 749 m        | 6,9 km    | 68° 47′ N, 29° 24′ W | [ 8 ]  |
| 6    | unbenannter Gipfel             | 3531 m | 175 m        | unbekannt | 68° 54′ N, 29° 54′ W | [ 9 ]  |
| 7    | Deception Dome                 | 3526 m | 176 m        | 5,2 km    | 68° 51′ N, 29° 37′ W | [ 10 ] |
| 8    | unbenannter Gipfel             | 3512 m | 131 m        | unbekannt | 68° 53′ N, 29° 55′ W | [ 11 ] |
| 9    | Styggehorn                     | 3503 m | 140 m        | 1,7 km    | 68° 52′ N, 30° 0′ W  | [ 12 ] |
| 10   | Julia                          | 3455 m | 167 m        | 4,3 km    | 68° 51′ N, 29° 30′ W | [ 13 ] |

## Nach Schartenhöhe
Die folgende Liste enthält die zehn Berge mit der höchsten Schartenhöhe. Von diesen befindet sich nur einer im Watkins-Gebirge.
| Rang | Berg                                       | Höhe    | Schartenhöhe | Dominanz | Koordinaten          | Beleg  |
| ---- | ------------------------------------------ | ------- | ------------ | -------- | -------------------- | ------ |
| 1    | Gunnbjørn Fjeld                            | 3694 m  | 3694 m       | 3255 km  | 68° 55′ N, 29° 54′ W | [ 16 ] |
| 2    | Dansketinden                               | 2842 m  | 2192 m       | ~162 km  | 72° 8′ N, 24° 57′ W  | [ 17 ] |
| 3    | Paalup Qaqqaa                              | 2105 m  | 2105 m       | 15,3 km  | 71° 20′ N, 52° 49′ W | [ 18 ] |
| 4    | Milne Land (unbenannter Gipfel)            | ~2100 m | ~2100 m      | ~58 km   | 70° 49′ N, 26° 36′ W | [ 20 ] |
| 5    | Payer Tinde                                | 2320 m  | 2045 m       | 26,1 km  | 73° 8′ N, 26° 22′ W  | [ 21 ] |
| 6    | Perserajooq                                | 2259 m  | 1959 m       | 139 km   | 71° 24′ N, 51° 51′ W | [ 22 ] |
| 7    | Tuttut Nunaat/Renland (unbenannter Gipfel) | ~2200 m | ~1950 m      | ~100 km  | 71° 20′ N, 26° 20′ W | [ 24 ] |
| 8    | Pyramiden                                  | 1904 m  | 1904 m       | 32,2 km  | 70° 7′ N, 53° 23′ W  | [ 25 ] |
| 9    | Angelin Bjerg                              | 1900 m  | 1900 m       | 36,6 km  | 73° 9′ N, 24° 19′ W  | [ 26 ] |
| 10   | Traill Ø (unbenannter Gipfel)              | 1884 m  | 1884 m       | 41,3 km  | 72° 43′ N, 24° 5′ W  | [ 27 ] |